# Jörg Pfeifer

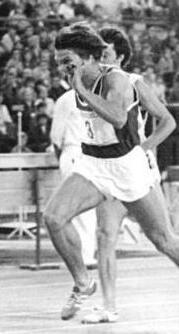
Jörg Pfeifer im Jahr 1978

Jörg Pfeifer (* 19. März 1952 in Merseburg, Sachsen-Anhalt) ist ein deutscher Leichtathlet, der – für die DDR startend – in den 1970er-Jahren im 200-Meter-Lauf sowie als 4-mal-100-Meter-Staffelläufer erfolgreich war. Sein größter Erfolg ist die Silbermedaille bei den Olympischen Spielen 1976 in Montréal mit der 4-mal-100-Meter-Staffel der DDR (38,66 s, zusammen mit Manfred Kokot, Alexander Thieme und Klaus-Dieter Kurrat), wofür er den Vaterländischen Verdienstorden in Bronze erhielt.
Bei den Europameisterschaften 1971 gewann er die Bronzemedaille im 200-Meter-Lauf. Er lief auf dieser Strecke zwei DDR-Rekorde (20,5 s am 27. Juni 1971 in Leipzig und 20,4 s am 22. August 1971 in Berlin) sowie 1976 einen Hallenweltrekord (21,10 s am 11. Januar 1976).
Jörg Pfeifer startete für den SC Chemie Halle und trainierte bei Dietmar Falgowski. Er ist 1,77 m groß und wog in seiner aktiven Zeit 68 kg. Er absolvierte zunächst eine Ausbildung als Unterstufenlehrer und war später Trainer beim SV Dynamo Halle-Neustadt.